# Анри IV (броненосец)
Броненосец «Анри IV» (фр. Henri IV) — оригинальной конструкции французский броненосец второго класса. Построен в экспериментальных целях, для проверки ряда радикальных концепций и технических решений, которые предполагалось применить на последующих кораблях. Заложен был в 1897 году, однако из-за плохо организованного процесса строительства и финансовых проблем постройка корабля затянулась и в строй он вступил только в 1903 году. Списан в 1920 году после активного участия в Первой Мировой Войне.

## История
На протяжении второй половины XIX века кораблестроители неоднократно возвращались к идее низкобортного боевого корабля. Уменьшение высоты надводного борта, теоретически, позволяло улучшить остойчивость, уменьшить силуэт корабля (то есть затруднить попадания в него) и защитить броней большую часть корпуса. В то же время, низкобортные корабли имели меньшую мореходность, а их низко расположенная артиллерия с трудом могла действовать в плохую погоду. К концу 1890-х практически все страны отказались от низкобортных эскадренных броненосцев.
Французы, тем не менее, были настроены не так категорично. Инженер Эмиль Бертэн считал возможным построить корабль, сочетающий лучшие качества низкобортного и высокобортного броненосцев. Им был предложен ряд оригинальных конструкторских решений, для проверки работоспособности которых французское правительство приняло решение заложить небольшой экспериментальный корабль в 1897 году.

## Конструкция

### Корпус

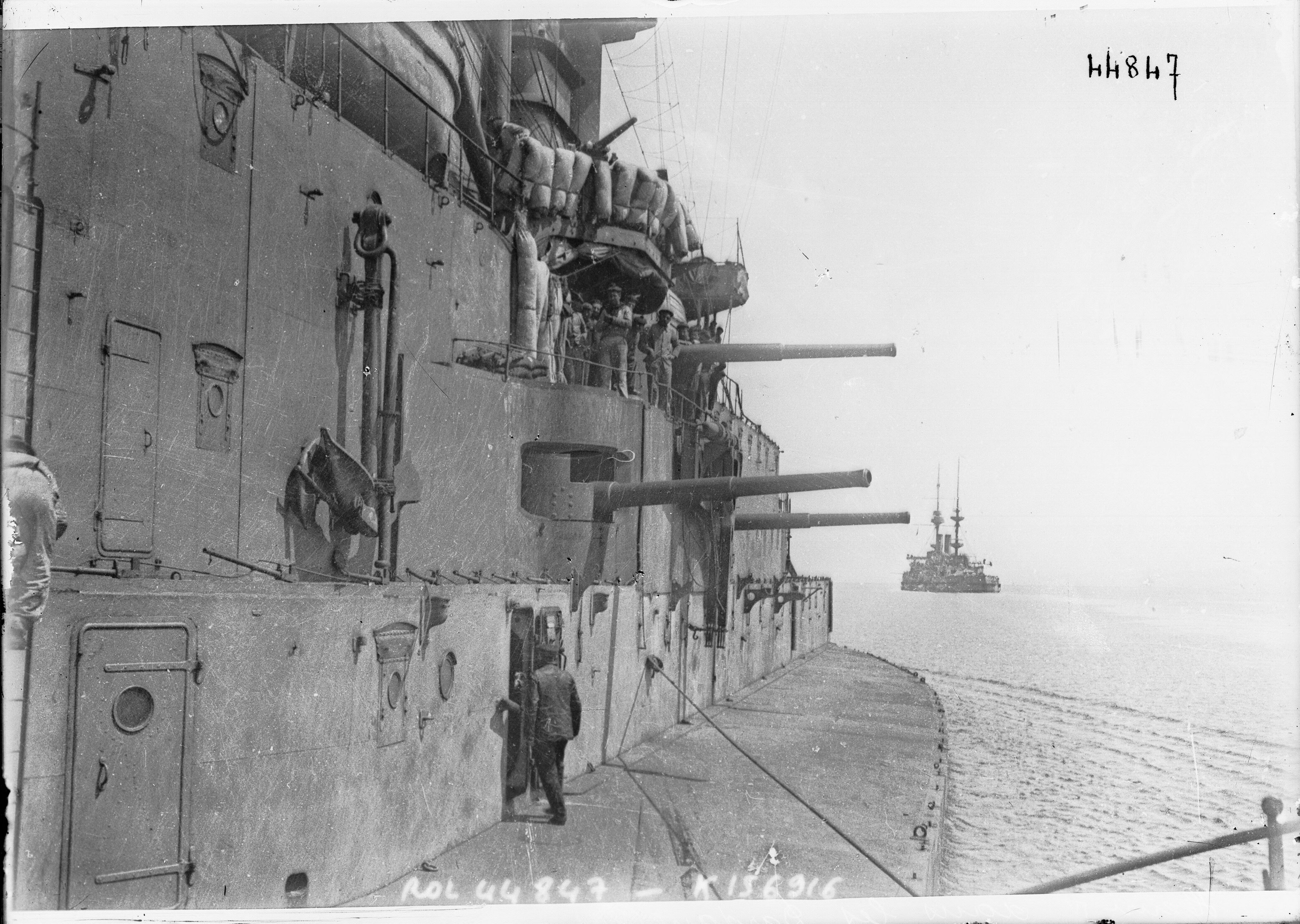
Вид на «платформу» броненосца. Хорошо видно, насколько надводная часть уже подводной.

Сравнительно небольшой по размерам, «Анри IV» имел уникальную конструкцию надводной части. Технически, он представлял собой броненосец с обычным для французского кораблестроения сильным завалом бортов внутрь, у которого борта были срезаны вертикально по ширине верхней палубы почти до уровня воды. Корпус корабля в надводной части представлял собой выступающую из воды на 1,2 метра платформу, в центре которой возвышалась высокая но узкая надстройка, впереди соединяющаяся с бортами и переходящая в «стандартный» высокий нос.
За счет подобного «удаления» большей части надводного борта конструктору удалось существенным образом сократить вес конструкции (при этом сохранив высокое расположение орудий над водой) и использовать высвободившийся запас водоизмещения для расположения вооружения и бронирования. Водоизмещение корабля в итоге составило всего 8807 тонн при длине 108 метров, ширине (по «платформе» корпуса) 22,2 метра и осадке 7,5 метров.

### Вооружение
Основное вооружение корабля составили два 274-миллиметровых 40-калиберных орудия образца 1896 года. Орудия были размещены в броневых башнях, по одному в носу и в корме корабля. Носовая башня размещалась очень высоко над водой, кормовая башня располагалась ниже. Теоретически обе башни могли работать в любую погоду, но на практике из-за отсутствия юта кормовая башня испытывала проблемы, когда корабль шел по ветру и волны накатывали с кормы. Каждое орудие запускало 262,6-кг бронебойный снаряд с начальной скоростью 815 м/с и обладало скорострельностью около 1 выстрела в минуту.
Вспомогательное вооружение состояло из семи 138,6-миллиметровых 45-калиберных орудий, со скорострельностью до 4-х выстрелов в минуту. Четыре размещались в казематах на главной палубе, ещё два — на верхней палубе в щитовых установках. Для последнего, седьмого орудия, впервые в мировой практике было применено возвышенное расположение артиллерии: орудие размещалось в вращающейся башне, стреляющей поверх кормовой башни главного калибра. Рассчитывалось, что такое расположение орудий позволит обеспечить выгодные углы обстрела. На практике решение оказалось не совсем удачным (сравнительно короткий ствол 138,6-миллиметровой пушки приводил к сильному воздействию её пороховых газов на башню главного калибра) и в дальнейшем не повторялось до начала эпохи дредноутов.
Противоминное вооружение состояло из двенадцати 47-миллиметровых орудий Гочкиса, размещенных на марсах боевых мачт и на надстройке. Орудия имели формальную скорострельность до 12 выстрелов в минуту, но реально достижимой считалось 7 выстрелов в минуту.
В качестве торпедного вооружения корабль нес два торпедных аппарата.

### Бронирование

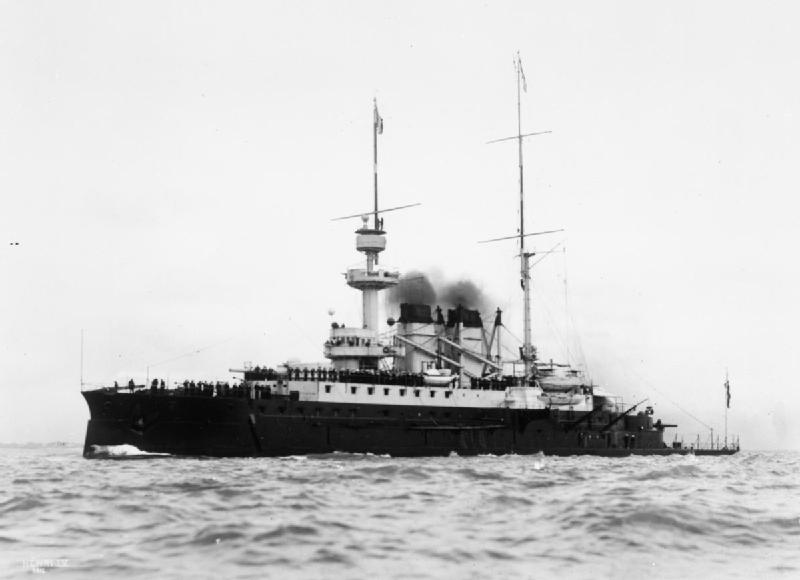
«Анри IV» в открытом море; хорошо виден очень низкий надводный борт в кормовой части.

Бронирование корабля осуществлялось по классической французской схеме. При этом чрезвычайно мощным для небольших размеров корабля было бронирование по ватерлинии. Вдоль ватерлинии, по всей длине корпуса проходил главный пояс из гарвеированой брони высотой в 2,5 метра. Максимальная толщина пояса в центре корпуса составляла 280 миллиметров в верхней части: к нижней кромке пояс сужался до 180 миллиметров. В оконечностях (впереди передней башни и позади кормовой башни) пояс утоньшался до 180 миллиметров на верхней кромке и 75 миллиметров на нижней.
За главным поясом через каждые 1,2 м шли поперечные переборки, делившие корпус на ячейки. Сверху над главным поясом располагался верхний пояс, имевший постоянную толщину в 100 мм той же брони. Он продолжался от форштевня и до середины корпуса корабля и имел высоту около двух метров. Так же бронировались казематы среднего калибра.
Броневых палуб было две: основная, толщиной от 60 миллиметров в центре корпуса и до 30 миллиметров в оконечностях, и противоосколочная под ней, толщиной от 20 миллиметров (в центре корпуса) и до 35 миллиметров (в оконечностях). Таким образом, общая толщина броневых палуб составляла 60+20 мм в центре корпуса и 30+35 мм в оконечностях. На некотором расстоянии от бортов нижняя палуба резко загибалась вниз, образуя противоторпедную переборку глубиной около метра.
Башни главного калибра защищались 305-мм броней, элеваторы подачи орудий — 240-миллиметровой.
Общий вес брони составлял 3528 т, или 40,1 % от всего водоизмещения корабля.

## Служба
Корабль был заложен в 1897 году, спущен на воду в 1899, но из-за многочисленных задержек по вине плохой организации вошел в строй лишь в 1903 году — спустя шесть лет после начала постройки. К этому времени, оригинальный проект успел уже несколько устареть. Общая стоимость корабля составила 15 миллионов 650 тысяч франков.
Корабль был приписан к Средиземноморскому Эскадрону. Служба корабля не изобиловала событиями. В Средиземном Море «Анри IV» находился до начала Первой Мировой войны; к этому времени он уже сильно устарел, но все ещё считался хорошо пригодным для прибрежной службы и защиты портов. В 1914 году корабль стоял в Бизерте, защищая порт на случай нападения немецких или австрийских рейдеров. В ноябре 1914 две его 138-мм пушки были сняты с верхней палубы и отправлены в Сербию, для усиления сражавшегося там экспедиционного корпуса.
В 1915 году «Анри IV» был включен в состав нового Сирийского Эскадрона, который должен был поддерживать с моря действия против турецких позиций в Сирии. Однако прежде чем корабль был введен в кампанию, было решено передать его в состав французской эскадры, осуществлявшей атаку на Дарданеллы, для замены потопленного броненосца «Бувэ».
В Дарданеллах «Анри IV» осуществлял огневую поддержку отвлекающей французской высадки на Азиатском Берегу, бомбардируя форт Кум-Кале, и в течение месяца оказывая поддержку сражающимся войскам. Он был восемь раз поражен турецкими снарядами, но из-за малых размеров и хорошей защиты не получил сколь-нибудь значимых повреждений. После Дарданелл, корабль вошел в состав вспомогательного дивизиона (активного резерва) 3-й эскадры линейных кораблей французского флота. В 1916 он поддерживал французские экспедиционные войска в Египте, и активно оперировал до 1918 года, когда он был переведен в Таранто и переквалифицирован в учебный корабль.
Корабль был списан в 1921 году.

## Оценка проекта
В целом, будучи экспериментальным кораблем, «Анри IV» был удачен в ряде параметров и неудачен в других. Для своих небольших размеров он действительно нес очень мощное вооружение и достаточно адекватное бронирование; причем все его вооружение было размещено высоко над водой, и могло успешно работать в непогоду. При этом, корабль был очень устойчив (за счет сниженного верхнего веса), являлся стабильной огневой платформой. Вдобавок срезанный в корме надводный борт уменьшал силуэт корабля примерно на треть, делая его более сложной целью для артиллерии.
Однако конструкция имела и ряд недостатков. Главным из них было общее снижение живучести корабля за счет уменьшения объёма отсеков в кормовой части. В результате «Анри IV» был гораздо более чувствителен к затоплению, чем обычные броненосцы. Кроме того, дальность действия артиллерии в 1900-х существенно возросла, и частота попаданий снарядов по навесной траектории в палубу, а не в пояс, увеличилась. Низкая «платформа» в кормовой части на ходу захлестывалась волнами, что хотя и не мешало работе орудий, но не давало использовать эту платформу для расположения шлюпок или иного снаряжения. Наконец, правильная в теории идея возвышенного расположения башен друг над другом осталась в общем не замеченной, потому что орудие попало в то место, в котором причиняла другим установкам неудобства, а отрицательный эффект его воздействия от первого эксперимента с овцами оказался преувеличен.
Из-за всех этих причин «Анри IV» так и не стал основателем новой ветви концепций в кораблестроении, оставшись в истории как в чём-то передовой, а в чём-то анахроничный эксперимент.